# Телегин, Сергей Маратович
Сергей Маратович Телегин (род. 1 января 1964 года, г. Буэнос-Айрес) — российский литературовед, доктор филологических наук, профессор.

## Биография
Кандидатская диссертация на тему: «Христианский социализм в романах Ф. М. Достоевского» (1991); докторская диссертация на тему: «Жизнь мифа в художественном мире Ф. М. Достоевского и Н. С. Лескова» (1996); профессор (1997). Автор метода мифореставрации художественного текста (1990).
С 2010 года читает курс лекций по литературе во Всероссийском государственном университете кинематографии им. С. А. Герасимова.

## Основные работы
Монографии и учебные пособия:
- Телегин С. М. Мифология восточных славян. — М., 1994.
- Телегин С. М. Философия мифа: введение в метод мифореставрации. — М., 1994.
- Телегин С. М. Жизнь мифа в художественном мире Достоевского и Лескова. — М., 1995.
- Телегин С. М. Восстание мифа. — М., 1997.
- Телегин С. М. Словарь мифологических терминов. — М., 2004.
- Телегин С. М. Анатомия мифа. — М., 2005.
- Телегин С. М. Мифологическое пространство русской литературы. — М., 2005.
- Телегин С. М. Ступени мифореставрации: Из лекций по теории литературы. — М., 2006.
- Телегин С. М. Миф и Бытие. — М., 2006.
- Телегин С. М. Русский мифологический роман. — М., 2008.
- Миф — Литература — Мифореставрация: Сборник статей / Под ред. С. М. Телегина. — М.; Рязань, 2000.
- Телегин С. М. Гиперборея — священная родина человечества: научное справочное издание. — Москва, «Фаир», 2011.